# Торричелла-Верцате
Торричелла-Верцате (итал. Torricella Verzate) — коммуна в Италии, находится в регионе Ломбардия, в провинции Павия.
Население составляет 831 человек (2008), плотность населения составляет 267 чел./км². Занимает площадь 4 км². Почтовый индекс — 27050. Телефонный код — 0383.
Покровителем коммуны почитается святой животворящий Крест Господень, празднование 3 мая.

## Демография
Динамика населения:

## Администрация коммуны
- Официальный сайт: